# Kinnarp
Kinnarp är en tätort i Falköpings kommun, cirka 11 kilometer söder om Falköping. Orten är sammanväxt med sin granne i norr, Slutarp, och de refereras ofta till som en enhet: Kinnarp–Slutarp.

## Historia
Mellan 1906 och 1985 hade Kinnarp järnvägsförbindelse, det var linjen mellan Falköping och Landeryd, Västra Centralbanan. 

### Befolkningsutveckling
| Befolkningsutvecklingen i Kinnarp 1960–2020 | Befolkningsutvecklingen i Kinnarp 1960–2020 | Befolkningsutvecklingen i Kinnarp 1960–2020 | Befolkningsutvecklingen i Kinnarp 1960–2020 | Befolkningsutvecklingen i Kinnarp 1960–2020 |
| ------------------------------------------- | ------------------------------------------- | ------------------------------------------- | ------------------------------------------- | ------------------------------------------- |
|                                             |                                             |                                             |                                             |                                             |
| År                                          |                                             |                                             | Folkmängd                                   | Areal (ha)                                  |
| 1960                                        | 1960                                        |                                             | 292                                         |                                             |
| 1965                                        | 1965                                        |                                             | 399                                         |                                             |
| 1970                                        | 1970                                        |                                             | 835                                         |                                             |
| 1975                                        | 1975                                        |                                             | 1 008                                       |                                             |
| 1980                                        | 1980                                        |                                             | 1 050                                       |                                             |
| 1990                                        | 1990                                        |                                             | 1 053                                       | 121                                         |
| 1995                                        | 1995                                        |                                             | 1 036                                       | 122                                         |
| 2000                                        | 2000                                        |                                             | 975                                         | 129                                         |
| 2005                                        | 2005                                        |                                             | 948                                         | 129                                         |
| 2010                                        | 2010                                        |                                             | 917                                         | 128                                         |
| 2015                                        | 2015                                        |                                             | 962                                         | 128                                         |
| 2020                                        | 2020                                        |                                             | 963                                         | 147                                         |
| Anm.: Sammanvuxen med Slutarp 1970          |                                             |                                             |                                             |                                             |

## Samhället
Kinnarp domineras av möbeltillverkaren Kinnarps AB.
I Kinnarp finns Centrumkyrkan.
Strax söder om samhället ligger Kinneveds kyrka.

## Kända personer med anknytning till Kinnarp
- Jonas Thern, Fotbollsspelare, mittfältare
- Stig-Olof Friberg, Socialdemokratisk politiker
- Patrik Björck, Riksdagsledamot (s)